# مزوتلیوم
مزوتلیوم (انگلیسی: Mesothelium) لایه‌ای از سلول‌های پوششی سنگفرشی ساده است که برخی از حفره‌های بدن مانند پرده جنب، صفاق و پریکارد را می‌پوشاند.
پس از رشد و نمو رویان، از میان‌پوست (مزودرم)، بافت پیوندی (مزانشیم) و مزوتلیوم به وجود می‌آید.